# Tratado de Radnot
El Tratado de Radnot fue firmado el 6 de diciembre de 1656, durante la Segunda Guerra Nórdica en Radnot en la región de Transilvania (actualmente Lernut en Rumanía)  El tratado repartía la República de las dos Naciones (Polonia-Lituania) entre los firmantes del Tratado.
Según el tratado:
- Carlos X Gustavo de Suecia recibiría Prusia Real, Cuyavia, Masovia, Samogitia, Curlandia y Livonia.
- Bogusław Radziwiłł recibiría Nowogródek Voivodeship (actualmente Belorusia)
- Federico Guillermo I de Brandeburgo recibiría la región de Gran Polonia
- Bogdán Jmelnitski recibía la décima parte del sur-oriental del Reino de Polonia (territorios entre Batoh y Nóvgorod-Síverski)
- Jorge Rákóczi II recibiría los territorios polacos del sur, mayoritariamente la Pequeña Polonia (incluyendo Cracovia).

La consecuencia principal de este Tratado fue que el transilvano Jorge Rákóczi II, invadió Polonia en enero de 1657. Debido al cambio de la situación geopolítica, el tratado nunca fue implementado, cuando Polonia recuperó su soberanía y expulsó a los invasores. Pero está visto como precursor de las Particiones de Polonia en el siglo XVIII.